# Institution libre du Sacré-Cœur
Pour les articles homonymes, voir SCT.
L’Institution du Sacré-Cœur est un ensemble scolaire regroupant un collège et un lycée, privé catholique d'enseignement général, lié à l'état par contrat d'association, à Tourcoing. Cet établissement compte 941 élèves.

## Fondation du Collège de Tourcoing (XVIIesiècle)

### Contexte
Quand, en 1661, le Révérend Père Simon de Hennin, supérieur provincial de l'Ordre des Frères Mineurs Récollets (une branche des Franciscains), demanda officiellement au duc d'Havré l'autorisation d'ouvrir un collège et un couvent en sa bonne ville de Tourcoing dans la campagne de Lille, celle-ci ne comptait alors que douze mille habitants. La Flandre, dont faisait partie Tourcoing, bien que parlant français dans la région lilloise, était demeurée sous l'autorité lointaine mais incontestée du roi d'Espagne depuis plus d'un siècle et demi.
Le jeune duc d'Havré et seigneur de Tourcoing, Ferdinand de Croÿ, étant âgé d’à peine neuf ans, c'est sa mère, Marie-Claire de Croÿ, qui gère et administre les biens de son fils. C'est donc à elle que la lettre des Récollets est adressée : évoquant les divers services que son ordre a déjà rendus aux Tourquennois, Simon de Hennin explique l'utilité d'un collège religieux car il faut « enseigner la jeunesse » et lui apprendre « le latin jusqu'à la rhétorique, en passant par les mathématiques et l'histoire tant ancienne que moderne ».

Blason de la Ville Tourcoing

Cette proposition fut bien accueillie, aussi bien par le seigneur que par les échevins, et, à l'automne 1662, les Récollets préparaient déjà leurs valises pour s'installer à Tourcoing.
C'est alors que, sans explications, ils reçurent de la part de la municipalité de la ville une missive les informant de l'annulation de tout ce qui avait été prévu et l'interdiction formelle pour les Récollets d'établir un collège et un couvent à Tourcoing.

### Les Récollets contre les Carmes: 1661-1664
Cette réaction aussi étonnante qu'injustifiée stupéfia les Récollets; et ils n'eurent pas à chercher très longtemps la cause de ce refus.
L'Ordre des Carmes, rival des Récollets, avait subi de lourdes pertes matérielles lors des guerres que Louis XIV de France mené dans la région contre son beau-père espagnol. Les Carmes cherchaient donc de nouveaux établissements dans la région, et ils avaient jeté leur dévolu sur Tourcoing. Pourquoi ?
Tout simplement parce que l'oncle du jeune Ferdinand de Croÿ (duc d'Havré et seigneur de Tourcoing) n'était autre que le révérend père Philippe de Croÿ, responsable provincial de l'Ordre des Carmes.
L'ordre des Carmes avait donc souffert des dernières guerres. Il cherchait donc lui aussi à établir de nouveaux couvents et lieux de culte. Philippe de Croÿ proposa à son neveu, au nom des Carmes, de fonder un collège à Tourcoing. La proposition fut soumise aux échevins, qui pour plaire à leur seigneur, acceptèrent sans discuter.
La mère du seigneur de Tourcoing (à l'époque mineur), la duchesse Marie d'Havré, fit comprendre aux Récollets de ne plus venir troubler ses conseils. Au mois d'avril 1664, Marie d'Havré vendait aux Carmes une grande propriété à la sortie du bourg de Tourcoing: l'acte notarié prévoyait que la première traite serait versée le 15 juin par les Pères Carmes, et que ceux-ci pourraient alors construire leurs couvent et collège. Trois mois plus tard, en juillet 1664, les Carmes n'avaient pas versé un centime.
Marie d'Havré en fut grandement mécontente, et ordonna à son bailli de Tourcoing de « saisir la terre des Carmes, empêcher lesdits Carmes d'accéder à cette terre et d'interdire par tous les moyens la construction d'un couvent ou collège quelconque. »
On fit comprendre aux échevins que si les Carmes ne payaient pas, on ferait appel aux finances communales pour remplacer les religieux défaillants. Les Tourquennois s'opposèrent avec virulence à cela, considérant que la ville de Tourcoing ne pouvait pas se permettre de « dépenser ses maigres recettes pour l'établissement de religieux auxquels la ville n'avait rien demandé. » Certains notables de la ville se déplacèrent jusqu'à Lille pour parler au père Simon de Hennin, le provincial des Récollets.
Les Récollets, d'ailleurs, n'étaient pas restés inactifs. Puisque les autorités locales refusaient de lui accorder le droit de s'installer à Tourcoing, Simon de Hennin décida d'en appeler directement au roi : Philippe IV, roi d'Espagne, alors comte de Flandre et donc suzerain de Tourcoing. Le conseil royal répondit aux Récollets en décembre 1664 et le roi Philippe envoya officiellement ses lettres d'octroi à Simon de Hennin, l'autorisant à construire son couvent et son collège, à condition de s'entendre avec l'évêque de Tournai (dont dépendait alors Tourcoing) et avec la municipalité tourquennoise.
Marie d'Havré étant morte en septembre 1664, on aurait pu croire que plus personne ne s'opposait à la venue des Récollets. Cependant, les Tourquennois, qui considéraient déjà que les impôts locaux étaient excessifs, refusaient de débourser un sou pour la construction du futur collège. Simon de Hennin se déplaça alors en personne pour essayer de convaincre la municipalité. Il alla à Tourcoing le 26 mars 1665, et prit rendez-vous à l'hôtel de ville avec le bailli et les échevins ; la scène qui suivit est assez cocasse pour être retranscrite ici :
« Le révérend père Simon de Hennin, suivi par son adjoint le père Grasi, entra dans la salle de réunion de l’échevinage : tous les échevins et le bailli du duc d'Havré étaient présents. Après les politesses d'usage, on en vint rapidement aux faits ; le bailli parla, exposant le point de vue des autres : la construction d'un collège coûterait une somme inimaginable à la ville. Face aux dénégations de Simon de Hennin, le bailli se raidit et ajouta qu'il considérait les lettres d'octroi comme des faux fabriqués par les Récollets. Simon de Hennin, furieux, lui répondit :
- Eh bien, Messieurs, puisque vous y allez ainsi, malgré l'octroi qu'il a plu à Sa Majesté de nous accorder, je vais de ce pas prendre possession de ce lieu ! dit-il en tapant du poing sur la table.
Il se leva, et dit à son adjoint, le père Grasi :
- Je vous ordonne, mon frère, de vous rendre au lieu choisi pour l'emplacement de notre collège. »
Grasi s'agenouilla et reçut la bénédiction de son supérieur. Sur ce, ils quittèrent tous deux la salle, laissant les échevins stupéfaits.

### 1665: le long procès
L'incident théâtral qui s'était déroulé lors de la visite de Simon de Hennin fit vite le tour de la ville, qui se divisa en deux camps (forts pacifiques, il faut le préciser) des pro-Récollets et des anti-religieux. Les opposants aux Récollets avaient pour principal motif la hantise de devoir payer la construction du collège et du couvent.
Si les échevins étaient restés muets de stupéfaction durant la visite des Récollets, ils réagirent cependant promptement. Le lendemain, ils se rendirent à Lille consulter deux avocats renommés dans la région, qui leur conseillèrent les trois points suivants :
- la prise de possession par Simon de Hennin étant juridiquement nulle, envoyer des sergents et des gendarmes afin d'empêcher les Récollets de construire quoi que ce soit.
- convoquer les habitants qui prennent parti pour les Récollets et les menacer de prison et autres sanctions s'ils persévèrent.
- envoyer une lettre au conseil du roi pour demander une attestation de nullité des lettres d'octroi, ou du moins de retarder leur mise en vigueur.

Ils envoyèrent la missive au conseil du roi, qui, sans doute pris par des affaires plus urgentes, renvoya le règlement du conflit au tribunal de la Gouvernance de Lille, dirigé par le gouverneur, le comte de Bruay. Simon de Hennin porta plainte aussitôt et défendit sa position devant le gouverneur. Les échevins et le bailli de Tourcoing furent assignés à comparaître devant le lieutenant du gouverneur afin de justifier leurs actions envers les Récollets. Embarrassés, ils demandèrent le soutien de leur seigneur, ce que celui-ci accorda sans hésiter.
Pendant que la procédure judiciaire suivait son cours, Simon de Hennin demanda à l'évêque de Tournai de venir choisir l'emplacement du futur couvent-collège. On envoya, le 22 juillet 1665, l'archidiacre de Bouloigne qui s'acquitta de cette mission en sélectionnant le fief des Mottes, à la périphérie du bourg. Les Récollets envoyèrent immédiatement quelques frères pour garder le lieu. Des rumeurs affirmant que le duc d'Havré et les échevins se vantaient de « chasser les religieux de ce couvent par la force et de leur donner une bonne correction », un lieutenant du roi à Lille, Monsieur de Robiano, leur interdit d'utiliser la violence avant la fin du procès.

### La création du Collège de Tourcoing: 1666
En janvier 1666, le Tribunal de la Gouvernance de Lille déclarait les lettres d'octroi authentiques et autorisait les Récollets à les appliquer. Les échevins se plièrent au verdict et, bon gré mal gré, le duc d'Havré autorisa solennellement les religieux à s'installer à Tourcoing et leur vendit « 14 cens de terre situés au fief des Mottes » le 6 mars 1666. Le 8 avril de la même année, une convention fut signée entre les échevins, le duc et les Récollets fut signée, instituant les droits et devoirs de chacun.
Le 19 avril 1666, les Récollets s'installèrent à Tourcoing et commencèrent la construction de leur collège, dédié à Saint-Bonaventure, qui demeura à cet endroit jusqu'en 1790 (des vestiges de l'ancien collège des Récollets étaient encore visibles il y a peu au 76, rue Saint-Jacques, à Tourcoing).
Cette date, avec les lettres d'octroi de Philippe IV (datées du 3 décembre 1664), est considérée comme la fondation officielle du Collège de Tourcoing, aujourd'hui Institution Libre du Sacré-Cœur.
Les quatre fondateurs officiels du Collège sont donc :
- Philippe IV, Roi d'Espagne et Comte de Flandre[1].
- Ferdinand de Croÿ, Duc d'Havré et Seigneur de Tourcoing.
- Mgr François Villain de Gand, évêque de Tournai.
- Simon de Hennin, Révérend Père Provincial des Récollets de Lille.

## Ancien Régime: 1666-1789
Sis au fief des Mottes, le Collège Saint-Bonaventure comporte un couvent et des bâtiments scolaires. À sa tête se trouve le Gardien des Récollets, un directeur ecclésiastique ; il y a deux professeurs, et ceux-ci se partagent les classes en « hautes sections » (Classe Eloquentiae, Classe Parnasso, Classe Logicae, l'équivalent de notre actuel lycée) et en « basses sections » (Classe Humilium, l'équivalent du collège actuel). L'enseignement est centré autour des études classiques, anciennement nommées Humanités : le français, la poésie, le latin, l'histoire, les mathématiques et la rhétorique sont enseignés à près de 150 élèves.

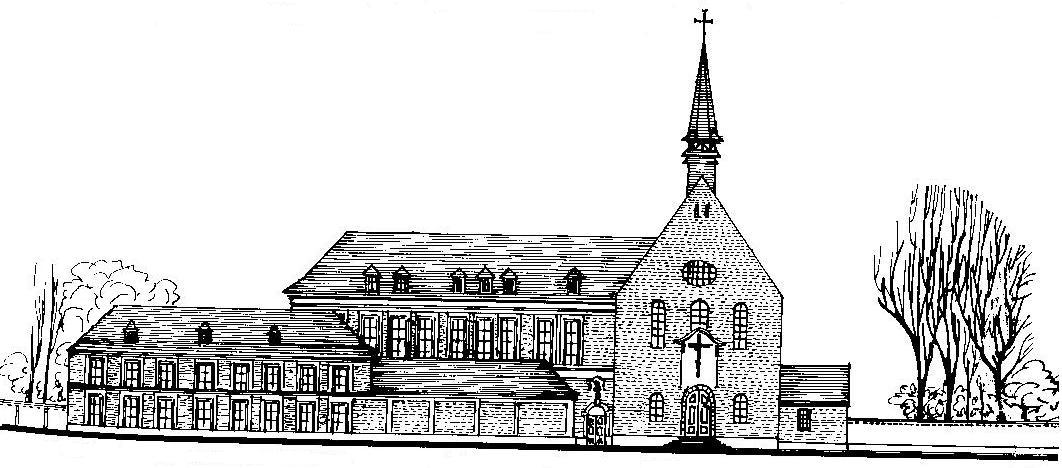
Collège de Tourcoing vers 1750

Le Collège des Récollets est imprégné d'un véritable esprit de foi, simple et dépouillé, propre à l'humilité et au vœu de pauvreté de ces religieux. L'enseignement y est entièrement gratuit, et la discipline douce et efficace.
Le Collège traverse les guerres de l'Ancien Régime sans grande difficulté et prospère : à chaque fin d'année scolaire étaient organisés des concours de rhétorique, versions et thèmes latin/grec, poésie... etc à la suite desquels les noms des lauréats étaient retranscrits et sauvegardés dans un livre tenu par les Pères Supérieurs, Le Palmarès du Collège de Tourcoing.

## Révolution française et fermeture
Les troubles de l'année 1789 provoquent une baisse d'effectifs dans l'établissement : le nombre d'élèves tombe à soixante. Cela s'explique par le fait qu'il n'y avait pas d'internat à cette époque, et que tous les étudiants étaient donc de ce fait externes. Nombre d'entre eux venaient de communes parfois éloignées (on retrouve dans les registres des lieux aussi éloignés et surprenants que Besançon, Paderborn, Paris ou Bruxelles), même si la grande majorité provenait de la châtellenie lilloise. Ces jeunes gens « logeaient chez le bourgeois », selon l'expression de l'époque : ils étaient accueillis gratuitement et avec hospitalité par les grandes familles tourquennoises qui leur offraient le gîte et le couvert pour toute la durée de l'année scolaire. Or, en septembre 1789, l'inquiétude gagnant de plus en plus le pays, nombreux furent les parents qui considéraient que ce genre d'hébergement devenait dangereux et retirèrent ainsi leurs enfants de l'école. 
Les jours du vieux Collège Saint-Bonaventure sont comptés : une vague de déchristianisation secoue la France durant toute l'année scolaire 1789-1790. Le collège ferme en août 1790 (malgré la vive opposition de la population[réf. nécessaire] et les pétitions lancées par la municipalité, qui restèrent sans effets) juste après la remise officielle des prix scolaires, du fait d'une loi de l'Assemblée constituante mettant fin à l'enseignement dirigé par les congrégations religieuses. 
Les autorités départementales ne revinrent pas sur leur décision, malgré une dernière lettre très élogieuse de la Ville de Tourcoing :
« On peut dire à la louange des Récollets qu'il est sorti de leur collège beaucoup de grands sujets. On prie de prendre en considération l'utilité de ce collège, à cause de notre grande population et de celle des villages de notre canton qui y envoient leurs enfants, qui y attire aussi des étrangers. » 
En 1792, les Pères Récollets, reclus dans leur couvent depuis la fermeture de l'établissement, sont chassés de Tourcoing par des anticléricaux jacobins qui avaient ameuté la population contre eux. Malgré les efforts de la municipalité pour les protéger, les ecclésiastiques préfèrent quitter la commune mais espère « pouvoir y revenir, quand les troubles seront passés ».
En attendant le jour où l'Institution va renaître de ces cendres, la ville de Tourcoing n'aura plus d'enseignement secondaire pendant douze ans.

## Consulat et réouverture: 1802-1838
Dès la signature du Concordat entre la France et la Papauté, des cours sont de nouveau donnés (sans autorisation officielle mais avec la complicité des habitants) dans les locaux du vieux Collège des Récollets. Le père Louis Masquelier, le dernier directeur avant la Révolution, met fin à son exil et revient diriger l'école encore clandestine durant l'année scolaire 1802-1803.
Le 28 nivôse An XII (21 janvier 1804), le Premier Consul Napoléon Bonaparte régularise la situation et autorise officiellement la ville de Tourcoing à rouvrir son « école municipale secondaire ». L'ancien directeur, Louis Masquelier, et certains Récollets reviennent : l'ancien couvent est de nouveau fréquenté par les jeunes Tourquennois, avant de déménager au presbytère de l'église Saint-Christophe. Le presbytère se révèle vite trop étroit (malgré le faible nombre d'élèves) et surtout complètement vétuste. Par conséquent, en 1814, l'établissement, qui a entretemps récupéré son nom de  « Collège Municipal », est accueilli à l'Hospice d'Havré par l'administration hospitalière qui, de concert avec la Ville, veut à tout prix empêcher la fermeture de l'établissement.

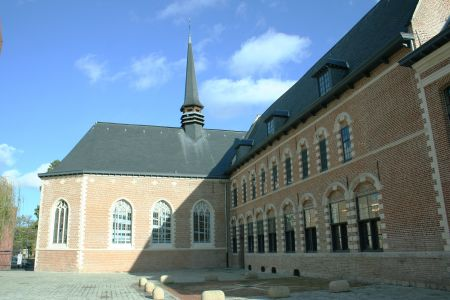
Chapelle et cloître de l'Hospice d'Havré : l'administration hospitalière accueille le Collège en difficulté en lui louant des bâtiments sis rue des Orphelins

Peu après, les Hospices et Hôpitaux de Tourcoing louent au Collège un bâtiment situé rue des Orphelins (actuelle avenue Gustave Dron) : vite exigu, les agrandissements successifs n'ôteront pas son caractère précaire. Tous les directeurs qui vont suivre tenteront de déménager, mais les finances de l'école ne le permirent pas avant le milieu du XIXe siècle.
Malgré le dévouement des bons Pères (Récollets, Carmes puis Bénédictins) qui dirigent l'établissement renaissant, le succès n'est pas au rendez-vous. La mort prématurée des deux premiers directeurs, Louis Masquelier et Herménégilde Bourgois, et le découragement du troisième, François Débruyère, fragilisent un Collège qui n'a que peu d'élèves (une cinquantaine environ) ; la discipline et les résultats scolaires laissent à désirer. Le Conseil Municipal, qui envisage de le supprimer purement et simplement, fait appel à un ecclésiastique artésien dans l'espoir de relever l'établissement : l'abbé Louis-Constantin Flajolet.
De 1823 à 1831, l'abbé Flajolet dirige le Collège de Tourcoing avec un conservatisme paternel qui lui permet de redonner confiance aux parents. Il consacre l'établissement à Saint Joseph. Le collège connaît de nouveau une certaine prospérité, atteignant une centaine d'élèves. Un pensionnat est même créé. Cependant, l'établissement subit un grave revers lorsque l'abbé Flajolet, après la Révolution de 1830, est suspendu sans ménagements de ses fonctions pour légitimisme. Il s'exile à Mouscron, ville belge voisine de Tourcoing, où il fonde un nouveau collège.
Le problème est que tous ses anciens pensionnaires tourquennois, excepté un, le suivent en Belgique.
Le Collège est au bord du gouffre, et ce ne sont pas les nouveaux directeurs laïcs, Messieurs Duchâtelet et Nimal (ce dernier demeure connu dans les annales pour avoir précipité la déchéance de son établissement), qui peuvent redresser la situation. Fait révélateur, le nombre d'élèves tombe à 36 pendant l'année scolaire 1837-1838. On critique un établissement devenu "trop cher pour la commune, compte tenu de sa faible fréquentation et de ses résultats scolaires mitigés" ; on se plaint également d'une "indiscipline et d'un relâchement constant chez le peu d'élèves qui restent".
Il faut attendre le licenciement de M. Nimal en 1838 pour que la destinée du Collège change, et de manière radicale.
On évoque alors la fermeture de l'établissement. C'était sans compter l'énergie avec laquelle l'abbé Lecomte allait relever l'Institution.

## 1838-1870: le redressement du Collège de Tourcoing
Le redressement du Collège est l'œuvre de quatre jeunes ecclésiastiques : tout d'abord l'abbé Louis-Joseph Didier (1838), mais surtout les abbés Albert Lecomte (1838-1856), Augustin Lescouf (1856-1858) et Henri Leblanc (1858-1900), ancien élève et successeur des deux précédents.
En 1838 arrive un nouveau directeur, l'abbé Didier : sa direction, bien que très courte (il meurt en novembre de la même année), apporte un renouveau spirituel à l'école. Il adopte un nouveau programme qui définit les valeurs chrétiennes primordiales que l'établissement entend, outre les études, inculquer à ces élèves : la foi, la tolérance et la modération.
Il est remplacé en tant que directeur par son adjoint et ami, l'abbé Lecomte, qui va marquer l'histoire de l'Institution. En moins de dix ans, le nombre d'élèves passe de 36 (en 1838) à 360 (en 1845). L'abbé Lecomte continue et perpétue le projet spirituel de son prédécesseur, en ajoutant ses remarquables talents d'administrateur et de « faiseur de projets » : par tous les moyens, il tente de diriger ses élèves vers les études littéraires, qui « ouvrent l'esprit » selon lui. C'est lui qui parvient à faire tripler en une année (1840) le budget que la municipalité de Tourcoing alloue à son Collège, permettant ainsi un développement d'une autre ampleur.

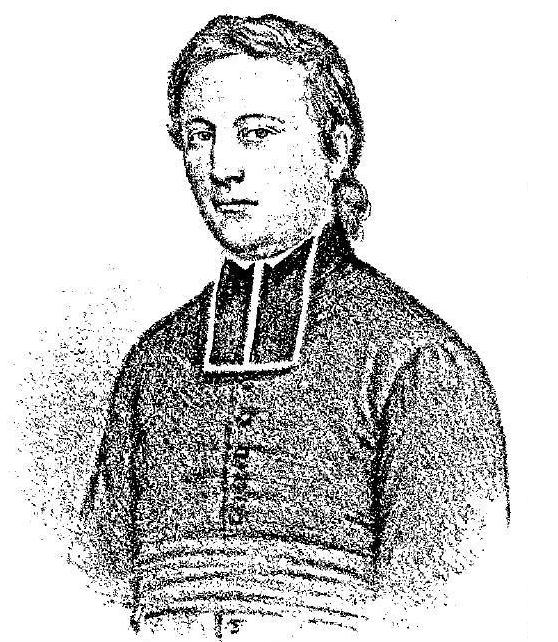
Abbé Albert Lecomte, directeur du Collège de Tourcoing (portrait de 1842)

Le développement du Collège de Tourcoing tient donc surtout à la personnalité et à l'engagement de Mr Lecomte : celui-ci, convaincu que « ce sont les hommes qui font les institutions », se donne à corps perdu dans son collège, y dépensant une grande partie de son patrimoine et de ses revenus, et renonçant (momentanément) à une carrière parmi les ordres religieux réguliers. 
Albert Lecomte fonde, sous l'égide du Collège de Tourcoing, quantité d'établissements scolaires catholiques dans la région : à Roubaix, à Solesmes, à Bailleul, à Douai, à Valenciennes. Le Collège en devient pour un certain temps la maison-mère.
La croissance de l'établissement est à peine freinée par la grave épidémie de typhus qui y fait rage en 1852 : l'abbé Lecomte ne peut empêcher le décès de huit élèves malgré l'évacuation rapide qu'il a ordonné. Lui-même manque y perdre la vie. À la suite de ce triste évènement, il parvient à décider le conseil municipal d'autoriser le collège à quitter ses locaux vétustes de la rue des Orphelins.
En 1853, l'abbé Lecomte fait l'acquisition d'un terrain (d'environ deux hectares) au 111, rue de Lille. C'était à l'époque la dernière maison de la ville : tout le reste alentour n'était que champs et campagne. Il entreprend une vaste politique de construction, et le Collège de Tourcoing prend possession des locaux où il est demeuré jusqu'à aujourd'hui.
Ayant mené à bien la plupart des objectifs qu'il s'était fixé, l'abbé Lecomte quitte le Collège en 1856 pour rejoindre l'Ordre des Chartreux et sa vie monacale, rêve qu'il caressait depuis longtemps. Installé dans les Alpes, il continuera, par correspondance, de s'enquérir du devenir de l'Institution et donnera chaque année une forte somme d'argent (la quasi-totalité de sa pension de retraite) pour la construction de la chapelle.
Il fut l'un des directeurs les plus compétents et les plus appréciés qu'ait compté le Collège de Tourcoing.
De 1856 à 1858, année de son décès, l'abbé Lescouf, ancien adjoint de Lecomte, dirige le Collège avec, quant à lui, un penchant certain pour l'étude de la physique et de la chimie. C'est lui qui promeut les sciences au sein de l'établissement, jusque-là uniquement réputé pour sa formation de lettres classiques. En outre, Lescouf continue la construction de la grande chapelle, la finançant au moyen des dons des anciens élèves, dont les premières réunions ont lieu à partir de septembre 1856. Malheureusement, sa mort prématurée, le 10 février 1858, l'empêche de procéder à l'inauguration solennelle du bel édifice.
En 1859, le nouveau directeur, le jeune abbé Leblanc, une forte personnalité conservatrice qui dirigera l'établissement d'une main de fer pendant plus de quarante ans, inaugure la chapelle enfin terminée, qu'il consacre à la Vierge Marie.

## Épopée industrielle: l'Institution Libre du Sacré-Cœur (1882)
C'est en 1870 que l'Institution reçoit par message du pape Pie IX sa devise : Timete Dominum et Nihil Aliud (« Craignez le Seigneur et rien d'autre »), s'explique par la vocation catholique de l'établissement et par le contexte de laïcisation de l'enseignement, débat qui commence à se développer en France et qui aboutira à la loi du 9 décembre 1905 de séparation des Églises et de l'État.

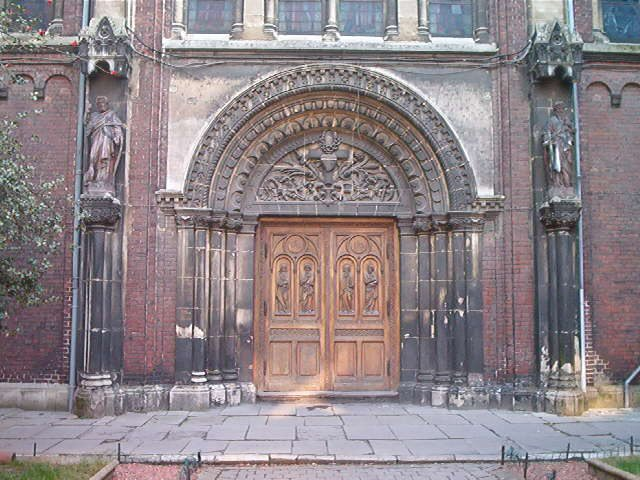
Chapelle de l'Institution libre du Sacré-Cœur

Le Pape tenait aussi par ce geste à remercier le dévouement que lui avaient témoigné un grand nombre d'anciens élèves du Collège qui s'étaient engagés dans les troupes pontificales pour défendre Rome, qui appartenait alors au pape, contre l'invasion du tout jeune Royaume d'Italie qui procédait ainsi à la phase finale de son unification. Les anciens élèves de l'Institution se révélèrent d'ardents combattants et se couvrirent de gloire sur le sol italien, tandis que l'abbé Leblanc obtenait une entrevue privée avec le pape pour l'assurer de sa fidélité et de la volonté du Collège de lui venir en aide. Pie IX fut très touché de cette sollicitude.
Enfin, le 5 octobre 1882, après dix ans de relations conflictuelles avec les autorités publiques, et à la suite de désaccords entre le rectorat et le supérieur à propos de la nomination de certains professeurs, la Ville de Tourcoing cesse de subventionner le Collège. Le supérieur Leblanc se sépare alors de la tutelle du recteur de Douai, et rebaptise l'établissement : l'Institution Libre du Sacré-Cœur. Celle-ci devient un établissement privé diocésain, libéré de la tutelle de l'Université, comme le rappelle une plaque de marbre située dans le hall d'entrée : « Contra omnium expectationem, Collegium, Deo sic disponente, libertate donatum ».
En 1885, un incendie dévastateur réduit en cendres les bâtiments de l'Institution : seule la Grande Chapelle est épargnée par les flammes. Grâce au dévouement de la toute jeune Association des Anciens Élèves (créée en novembre 1882), la grande façade de la rue de Lille est rapidement reconstruite dans un style beaucoup plus beau et majestueux qu'autrefois. Il faudra toutefois quinze ans pour que les dégâts de l'incendie soient complètement résorbés : en 1900, une grande fête ouverte à tous les Tourquennois est donnée à l'occasion de l'inauguration de nouveaux bâtiments et aussi pour célébrer le départ du Supérieur Leblanc, devenu entre-temps Mgr Leblanc à la suite de sa nomination en tant qu'évêque, qui quitte l'Institution après avoir passé quarante ans à sa direction.
Sa mort, un an à peine après son départ de la direction, endeuilla l'Institution mais son œuvre lui survécut ; et le Sacré-Cœur connut un véritable âge d'or jusqu'à la Première Guerre mondiale.

## La première moitié duXXesiècle
Après le départ de Mgr Leblanc, c'est Mgr Lecomte, le petit-neveu d'Albert Lecomte, qui devient supérieur de 1901 à 1907 : « l'âge d'or » de l'Institution. Le chanoine Leleu lui succède : c'est à lui qu'incombera la difficile responsabilité de gérer l'institution pendant les années de guerres et d'occupation.
En effet, le faste de la Belle Époque laisse vite place aux affres de la Première Guerre mondiale. En octobre 1914, la ville de Tourcoing est occupée par les Allemands : les bâtiments de l'Institution sont réquisitionnés par les occupants et les cours ont lieu dans les maisons de particuliers volontaires. De nombreux incidents éclatent entre les soldats allemands stationnés dans les locaux et les élèves qui narguent les Allemands en organisant fréquemment des sortes de « manifestations patriotiques » dans la cour de l'école. 

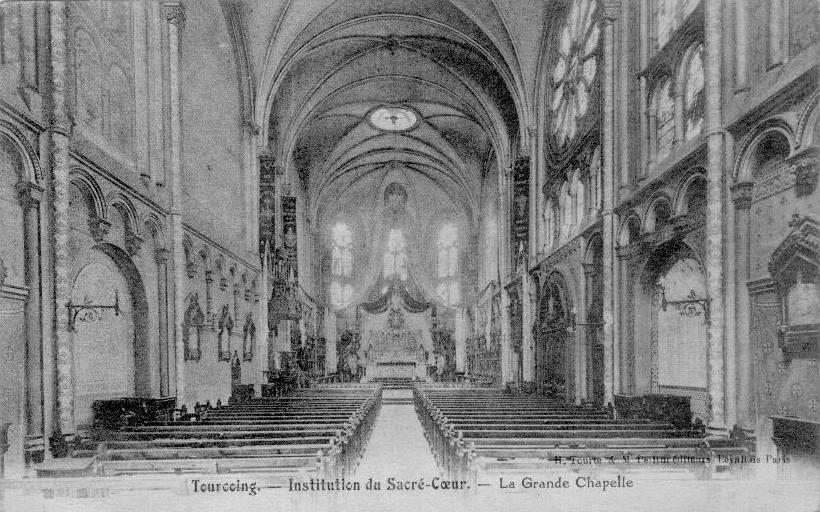
Grande Chapelle

Le supérieur Leleu fait écran entre les exigences de l'occupant et ses jeunes élèves, notamment en ce qui concerne les réquisitions pour les travaux forcés. Ainsi, les relations avec l'Université catholique de Lille étant coupées du fait de la guerre, il créa une annexe tourquennoise des Facultés lilloises dont il assuma la direction et la plupart des cours. Les élèves de Terminale quittant l'Institution purent de ce fait devenir étudiants à Tourcoing et échapper aux exactions de l'occupant. 
Son opposition farouche aux exigences ennemies lui vaut bien des soucis : le 6 janvier 1918, le chanoine Leleu est déporté en Lituanie par les Allemands ; il a le même sort qu'environ une centaine de notables et personnalités tourquennoises.
Le supérieur Leleu est relâché en juillet 1918, et, en octobre de la même année, Tourcoing est libérée par les armées françaises. L'Institution rentre dans ses anciens locaux et retrouve son train de vie habituel.
170 anciens élèves et professeurs du Sacré-Cœur sont morts pendant la Grande Guerre.
En 1929 et 1931, sous la direction du chanoine Louis Liagre (1928-1931) qui souhaite moderniser l'établissement, les deux longues ailes parallèles (abritant actuellement l'une le lycée, l'autre l'école) sont construites. Elles sont financées en grande partie par l'économe de l'établissement, l'abbé Joseph Flipo.
C'est à cette époque que le Collège de Tourcoing compte parmi ses élèves un certain Raymond Devos.
En 1939, une nouvelle guerre mondiale éclate, qui devait se révéler encore plus terrible que la première. Tourcoing est de nouveau occupée, et la ville devient le quartier général de la XVe armée allemande (responsable du Nord-Pas-de-Calais et de la Belgique). La menace nazie pèse donc lourdement sur la ville : l'ennemi est tout près. De plus, la Gestapo surveille de près la population. Un jour, au petit matin, les soldats allemands débarquent au Sacré-Cœur :
« Il y eut pourtant une très chaude alerte, la matinée où les Allemands vinrent au collège, sur dénonciation, pour y arrêter des jeunes gens réfractaires au service du travail obligatoire (STO) en Allemagne et cachés parmi les membres du personnel. La catastrophe fut évitée grâce à l'abbé Froidure, professeur et préfet de discipline : son calme, son à-propos, sa fermeté, permirent aux jeunes de s'enfuir par les jardins de la paroisse Sainte-Jeanne-d'Arc et au personnel restant de ne pas les trahir, lors des interrogatoires successifs auxquels ils furent soumis. C'est de ce jour que date le service de table par les élèves eux-mêmes : il fallut remplacer au pied levé les domestiques qui s'étaient enfuis et donner l'impression aux enquêteurs allemands que les élèves avaient toujours fait ce travail eux-mêmes ; ils s'en tirèrent si bien que ce service est devenu une tradition qui demeure encore actuellement. »
Un autre évènement mémorable a lieu également à la même époque : les soldats allemands avaient pris l'arrogante habitude de faire des manœuvres militaires à l'intérieur de l'école pensant intimider de cette façon les élèves et le personnel de l'établissement. Or, lors d'une manœuvre allemande dans la grande cour, un élève, Camille Verhelle, s'illustra en faisant un magnifique shoot dans un ballon de football, qui atterrit avec force dans le derrière d'un soldat allemand qui tomba par terre avec grand fracas. Camille Verhelle se cacha dans la masse des élèves, et les soldats, furieux, traversèrent la foule fusil à l'épaule et au pas de l'oie, pour terroriser les jeunes gens. Après ce brillant « acte de patriotisme », le Collège restera tranquille jusqu'à la Libération.

## Époque contemporaine et ses changements
L'après-guerre est une période difficile :
Le retour aux conditions du temps de paix provoque rapidement une baisse des effectifs d'internes ; la dénatalité de l'entre-deux-guerres, aggravée par la crise de 1939-1945, y ajouta ses effets si bien qu'en cinq ans le nombre d'élèves descendit de 746 à 500 en 1950. Ce n'est que progressivement que la poussée démographique d'après guerre fit remonter les effectifs à 617 en 1959.

Les scolarités payées par les parents suffisaient à peine à assurer la survie du Collège ; les augmenter encore était s'interdire la démocratisation de notre enseignement libre en rendant plus difficile l'arrivée des élèves de familles modestes.

Le Collège, comme tous les établissements semblables, ne survivait donc qu'en comprimant au maximum ses dépenses : les professeurs laïcs étaient mal payés, et en conséquence ne se recrutaient plus, le personnel domestique était insuffisant en nombre, l'entretien des bâtiments ne visait qu'à éviter le pire ; le mobilier scolaire et le matériel pédagogique ne se renouvelaient que difficilement. Seule une somme énorme de dévouements de toutes sortes permettait de tenir, mais pour combien de temps encore ? La fermeture paraissait inévitable à plus ou moins brève échéance. La liberté de l'enseignement n'aurait plus été qu'un souvenir, sauf dans quelques écoles "de luxe" réservées aux riches.
C'est la loi Debré qui arrive à point nommé pour renflouer le Sacré-Cœur menacé de disparition. Les enseignants sont désormais payés par l'État.
En 1960, l'Institution change de statut et devient un établissement privé sous contrat avec l'État, ce qui lui permet d'alléger les frais de scolarité supportés par les élèves et d'ouvrir son enseignement à de nouvelles classes sociales. Cette décision précède de peu la crise économique de la décennie 1970, qui ruinera Tourcoing et réduira quasiment à néant l'ancienne clientèle-type du Sacré-Cœur, la haute bourgeoisie textile.
Les évènements de mai 1968 secouent également les vieilles traditions de l'école : fin de la messe obligatoire, suppression des études surveillées... En 1973, le Sacré-Cœur (jusque-là école de garçons) fusionne avec le lycée féminin Notre-Dame de l'Immaculée Conception. La mixité précède d'un peu moins de dix ans la loi de 1981 qui oblige le vieux Collège de Tourcoing à se diviser en trois organes : l'école primaire, le collège et le lycée, le tout toujours sur le même site du 111, rue de Lille, et sous l'autorité et la dénomination de l'Institution libre du Sacré-Cœur. L'année 1982 voit le départ du dernier supérieur ecclésiastique.

## Rapide descriptif de l'Institution

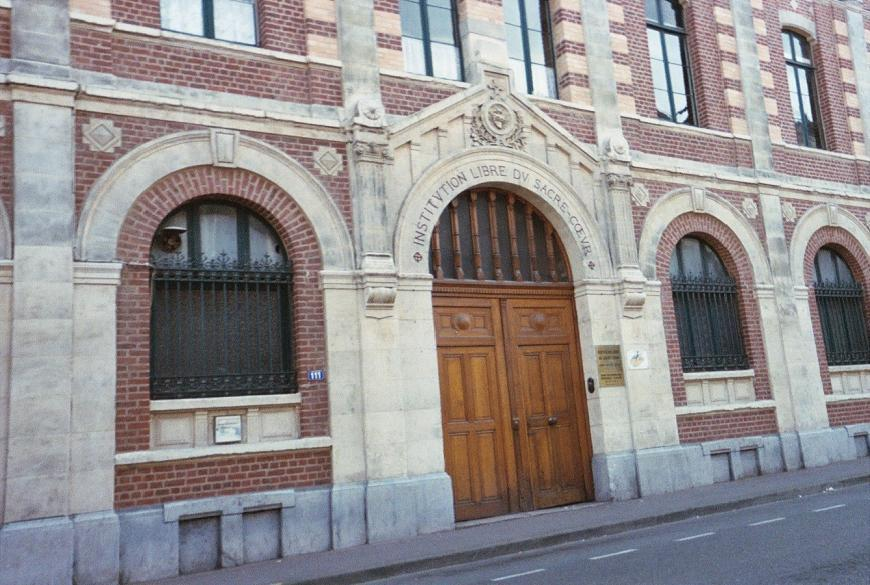
Entrée officielle du 111, rue de Lille

### Structure
L'Institution Libre du Sacré-Cœur se compose à présent[Quand ?] d'une école (environ 150 élèves), d'un collège (500 élèves) et d'un lycée d'enseignement général (800 élèves). Chacune de ces entités ont leur existence propre au sein de l'Institution et ont chacune leur directeur. Au niveau de l'Institution est nommé parmi les trois directeurs un coordinateur.
2005 a également été l'année d'une importante innovation : il a été créé une annexe du collège à Roncq.
En septembre 2006 ont été rétablis les conseils d'établissement (au niveau du lycée) et de maison (au niveau de l'Institution); ils avaient été supprimés dans les années 1980.

### Formation scolaire
L'établissement propose les trois cursus de l'enseignement général :
- le baccalauréat littéraire ;
- le baccalauréat économique et social ;
- le baccalauréat scientifique.

Le taux de réussite à l'épreuve du baccalauréat a été de 100 % pour la session 2014.
Particularité de l'Institution : elle est l'une des rares écoles de la région à conserver une classe de grec ancien.

### Classement du lycée
En 2015, le lycée se classe 3e sur 99 au niveau départemental quant à la qualité d'enseignement, et 42e au niveau national. Le classement s'établit sur trois critères : le taux de réussite au bac, la proportion d'élèves de première qui obtient le baccalauréat en ayant fait les deux dernières années de leur scolarité dans l'établissement, et la valeur ajoutée (calculée à partir de l'origine sociale des élèves, de leur âge et de leurs résultats au diplôme national du brevet).

## Palmarès scolaire
De 1725 jusqu'à 1968 avaient lieu chaque année des concours scolaires qui récompensaient les meilleurs élèves. À l'origine, les matières du concours se limitaient à la rhétorique, la poésie, l'histoire et les mathématiques. La remise des prix avait lieu en présence des autorités municipales (sous l'Ancien Régime, les échevins; après la Révolution française, le conseil municipal) puis c'est l'Association des Anciens Élèves qui remplace les officiels lorsque le Collège se sépare de la Ville en 1882.
Les rares lauréats du Prix d'Excellence qui remportaient ce prix durant six années consécutives (de la classe de Cinquième à la Terminale) recevaient la Médaille d'Or de l'Institution (à partir de 1845). En 1912 fut créée la Médaille de Vermeil, pour les malchanceux qui avaient raté le « grand chelem » : elle était délivrée aux élèves qui avaient remporté « seulement » cinq prix d'excellence consécutifs).
Après la Première Guerre mondiale furent également créés des prix éponymes à la mémoire d'anciens élèves morts au champ d'honneur : notamment le Prix Joseph Masquilier, ancien élève titulaire de la Médaille d'Or en 1915, qui, juste après la fin  de sa scolarité au Sacré-Cœur, parvint à rejoindre les troupes françaises après un véritable périple à travers la Belgique puis la Hollande. Joseph Masquilier mourut héroïquement au combat en 1917.
Toutes ces récompenses scolaires sont progressivement tombées en désuétude et ne sont plus en usage de nos jours. La dernière Médaille d'Or fut décernée à Jacques Delvoye en 1964. Après des études à HEC Paris (HEC 1969), doublées de l'obtention d'une maîtrise ès Lettres, il partit s'établir en Californie !

## Anciens élèves célèbres du Sacré-Cœur Tourcoing
Par ordre chronologique de promotion :
- Louis Destombes (1793-1863) : promotion 1811 ; poète local.
- Jules Watteeuw (1849-1947) : promotion 1867.
- Albert Roussel (1869-1937) : promotion 1887.
- Jacques Sevin (1882-1951) : promotion 1900.
- Victor Moriamé (1888-1961) : promotion 1906.
- Le cardinal Joseph-Charles Lefèbvre (1892-1973) : promotion 1910.
- L'archevêque excommunié Marcel Lefebvre (1905-1991) : promotion 1922.
- Raymond Devos (1922-2006) : élève au collège jusqu'à sa treizième année.
- Frédéric Tiberghien (1950-) ;
- Le comédien et humoriste Guy Lecluyse (1962).

De 1838 à 1966, plus de cinq cents anciens élèves sont devenus ecclésiastiques.

## Professeurs célèbres
- Henri Leblanc (1858-1900), professeur puis directeur, évêque.
- Ludovic Degroote (1958-), professeur de français, poète.
- Philippe Delan (1956-), professeur de mathématiques, dessinateur.